# Grande Loge traditionnelle et symbolique Opéra
La Grande Loge Traditionnelle et Symbolique Opéra (GLTSO, Gran Loggia Tradizionale e Simbolica Opéra) è un'obbedienza massonica nata nel 1958 da una scissione della Gran Loggia Nazionale Francese (GLNF) detta Bineau. Originariamente la sua denominazione era Gran Loggia Nazionale Francese (GLNF) detta Opéra
Legalmente riconosciuta dallo Stato in base alla legge associativa del 1901, l'appartenenza è riservata esclusivamente a individui maschi, nel rispetto dei principi della massoneria tradizionale.

## Storia
Nel 1958 sette logge della GLNF, compresa la Centre des amis, decisero di separarsi per i seguenti motivi: 
- la forte influenza dei fratelli inglesi sulla Gran Loggia Nazionale Francese (circa il 25% dei membri);
- l'intenzione di stabilire relazioni fraterne con altre obbedienze;
- sviluppare il rito scozzese rettificato.

Con altre obbedienze massoniche costituirono nel '61 il Centro di collegamento e dei poteri massonici firmatari dell'appello di Strasburgo (CLIPSAS). Nel 1982 la Grande Loge nationale française - Opéra assunse il nuovo nome di Grande Loge traditionnelle et symbolique Opéra (GLTSO), motivato dalla necessità di evitare confusione nei nomi e di distinguersi dalla GNLF e dalla Loge nationale française, fondata nel 1968.

## Rappresentatività
Terza obbedienza maschile francese, la Grand Lodge Opera conta circa 4500 membri in 300 sedi distribuite nel territorio francese e nel mondo. Si stima che il 20% dei membri si trovi in Paesi africani, a Dom-Tom, nel Belgio, in Italia, Brasile, Spagna e Tailandia.

## Struttura
La GLTSO è una federazione di logge francesi e straniere. Situata nella Francia continentale e all'estero, GLTSO è presente anche in Belgio, Spagna, Italia, Brasile, Tailandia e Africa. Per quanto riguarda quest'ultima, nel 2010 è stata creata una GLTSA, Grand Lodge tradizionale e simbolica dell'Africa che raggruppa le logge di Senegal, Congo, Benin, Costa d'Avorio, Mali e Togo. l'obbedienza africana è sostanzialmente autonoma, sebbene sottoposta ad un non invasivo controllo disciplinare del GLTSO in termini di osservanza di regole di comportamento e di valori culturali comuni, 
situazione che vale anche con la GLTSM, Grand Lodge tradizionale e simbolica del Madagascar, fondata nel 1993 e composta da 25 lodge.
Le logge francesi sono raggruppate in sei regioni. Ogni loggia è in relazione al servizio e all'autorità di un consigliere federale eletto dalle autorità locali (un consigliere si occupa di più lodge nella stessa regione). I consiglieri federali (regionali) rispondono all'autorità di un Vice Gran Maestro. Ognuno dei sei vice Gran Maestri è responsabili dell'organizzazione di una regione.
Il Gran Maestro viene eletto a scrutinio segreto dal Convento Massonico (assemblea generale annuale), con un mandato di durata massimo triennale.
Il 24 aprile 2021, per il suo secondo mandato triennale, è stato eletto Gran Maestro Philippe Meiffren.
Esiste un Grand Collège fédéral, incarcato delle questioni legislative, ed un Comité des sages ("Comitatoidi saggi"), formato dai Gran Maestri.maestri. Quest'ultimo si occupa della gestione delle controversie fra le obbedienze e controlla la regolarità del funzionamento generale degli organi, equiparabile ad una sorta di "consiglio costituzionale".

## Riti
Il Rito scozzese rettificato è il rito ufficiale della GLTSO, secondo il quale si svolgono le cerimonie ufficiali, oltreché quello diffuso nel 65% delle logge aderenti. Tuttavia, alcune logge praticano anche:
- il Rite émulation;
- il Rito francese tradizionale;
- il Rito scozzese antico e accettato;
- il Rito standard scozzese;
- il Rito di York.